# 韦格尔河 (厄尔河支流)
韦格尔河（法語：Vesgre，法語發音：[vɛɡʁ]）是法国法蘭西島大區伊夫林省与厄尔-卢瓦省的河流，是厄尔河的右支流，长45千米。

## 名称
该河名“Vesgre”发音为[vɛɡʁ]，字母“s”不发音，《世界地名翻译大辞典》与《世界地名译名词典》将该地名误译作“韦斯格尔河”。